# Medalla de la Coronació del Rei Jordi V 1911
La Medalla de la Coronació del Rei Jordi V (anglès:King George V Coronation Medal) és una medalla commemorativa, creada el 1911, per commemorar la coronació del Rei Jordi V. Se'n van atorgar unes 15.901 medalles.
La versió de la medalla per a la policia va ser atorgada als oficials de policia de servei a Londres el dia de la Coronació.

## Disseny
Una medalla en plata de 32mm de diàmetre. Sobre l'anvers apareixen conjuntament les imatges del Rei Jordi V i la Reina Maria, portant les vestidures de la coronació, envoltats per una corona de roses a l'esquerra i de llorer a la dreta. Al revers, apareix el monograma reial amb la data de la coronació, 22 de juny de 1911.
Penja d'una cinta blava (el mateix to que el de l'orde de la Lligacama) amb una franja vermella central, d'un terç de l'amplada, partida per una línia blava.
El galó de la versió de la policia és vermell amb 3 franges blaves al centre.